# شهرستان بمپور
شهرستان بمپور یکی از شهرستان‌های استان سیستان و بلوچستان ایران است. مرکز این شهرستان، شهر بمپور است.
این شهرستان در تاریخ ۱۳ آبان ۱۳۹۷ از شهرستان ایرانشهر جدا شد و مستقل گردید.

## موقعیت جغرافیایی
شهرستان بمپور از شمال تا شرق با شهرستان ایرانشهر، از غرب باشهرستان دلگان، از جنوب غربی به شهرستان فنوج و از جنوب تا جنوب شرقی با شهرستان نیک‌شهر همسایه است.

## تقسیمات کشوری
شهرستان بمپور دارای ۲ بخش، ۴ دهستان و ۳ شهر شرح زیر است:

### شهرستان بمپور
| بخش    | مرکز بخش | جمعیت بخش ۱۳۹۵ | نام دهستان | مرکز دهستان | جمعیت دهستان ۱۳۹۵ | شهر          | جمعیت شهر ۱۳۹۵        |
| ------ | -------- | -------------- | ---------- | ----------- | ----------------- | ------------ | --------------------- |
| مرکزی  | بمپور    | ۴۳٬۷۶۳ نفر     | بمپور شرقی | نوکجوب      | ۱۰٬۷۲۶ نفر        | بمپور محمدان | ۱۲٬۲۱۷ نفر ۱۰٬۳۰۲ نفر |
| مرکزی  | بمپور    | ۴۳٬۷۶۳ نفر     | خیرآباد    | خیرآباد     | ۱۰٬۵۱۸ نفر        | بمپور محمدان | ۱۲٬۲۱۷ نفر ۱۰٬۳۰۲ نفر |
| کلاتان | قاسم‌آباد | ۱۶٬۷۹۴ نفر     | میرآباد    | میرآباد     | ۹٬۴۰۸ نفر         | قاسم‌آباد     | ۱٬۸۴۵ نفر             |
| کلاتان | قاسم‌آباد | ۱۶٬۷۹۴ نفر     | بمپور غربی | قاسم‌آباد    | ۵٬۵۴۱ نفر         | قاسم‌آباد     | ۱٬۸۴۵ نفر             |

## جمعیت
بر پایه سرشماری عمومی نفوس و مسکن در سال ۱۳۹۵، جمعیت شهرستان بمپور برابر با ۶۰٬۵۵۷ نفر بوده است.